# ルガーP08
ルガーP08（Luger P08）は、ドイツ帝国で開発された自動拳銃である。1898年にゲオルグ・ルガーが発表したパラベラム・ピストル（Parabellumpistole）のドイツ帝国陸軍向けモデルであり、1908年に採用されたことからこのように呼ばれる。本項ではパラベラム・ピストルのうち、P08以前に開発・採用されたものも取り上げる。

## 概要

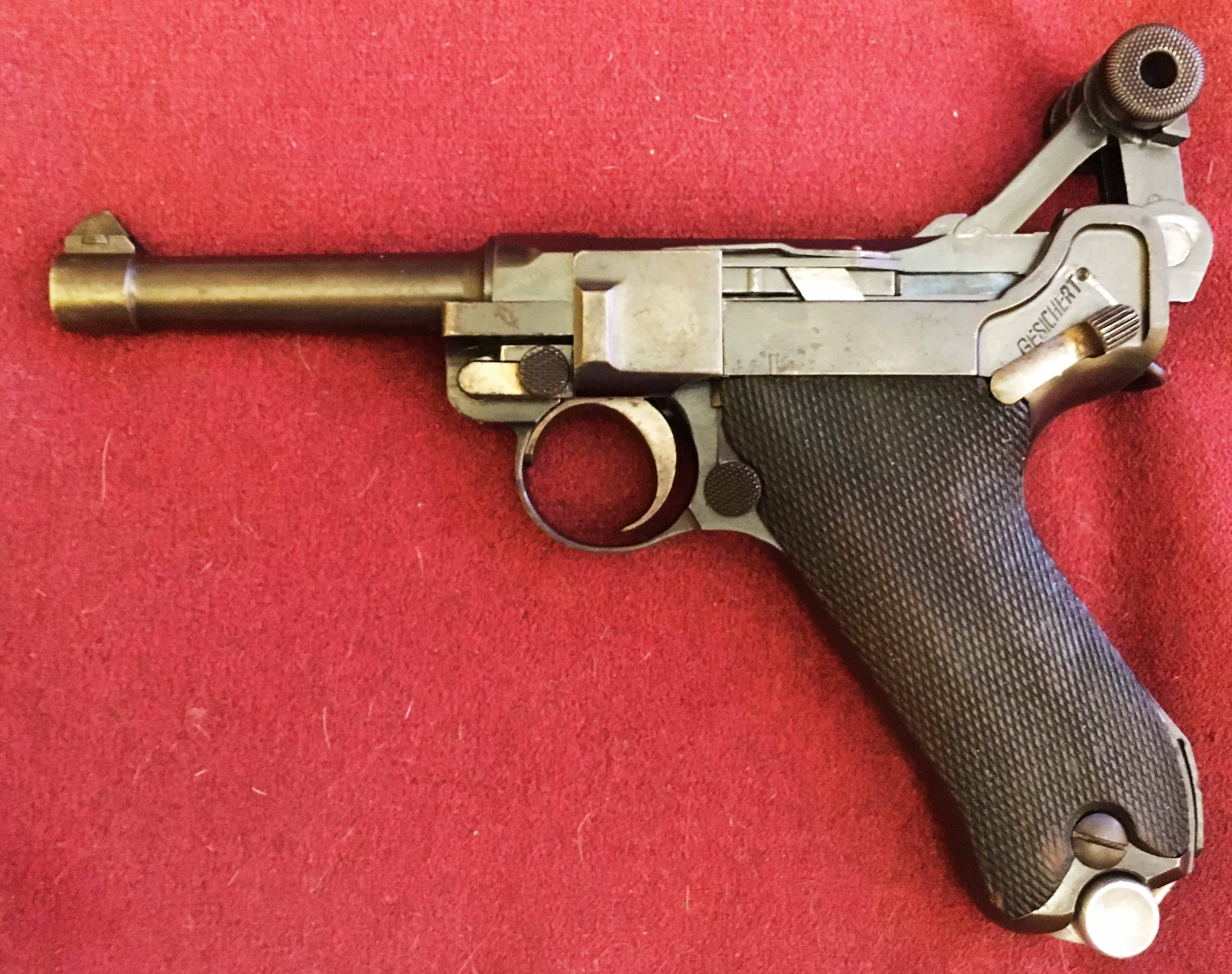
トグルアクション機構を後退させた状態。安全装置は安全位置にある。

ヒューゴ・ボーチャードが開発した大型拳銃ボーチャードピストルを原型にゲオルグ・ルガーが改良・開発したもので、自動拳銃黎明期の成功作の一つであり、支点で二つに曲がって伸縮する“トグルアクション”式機構が大きな特徴である。その独特な機構の動きから、尺取虫の愛称で呼ばれた。
口径は9 mm、装弾数はシングルカラム・マガジンによる8+1発である。
使用弾薬は9mm×19パラベラム弾であり、20世紀から21世紀にかけて自動拳銃用の弾丸として広く使われているこの拳銃用弾薬は、元来はこの銃のために開発された。「パラベラム」とは、ラテン語の「Si vis pacem, para bellum（「平和を望むならば戦いに備えよ」という箴言）」から採られており、「戦争に備える」の意味で、当時DWM社が商標化した。
なおアメリカの大手銃器メーカーであるスターム・ルガー社（Sturm Rugerと表記）とは、ゲオルグ・ルガー技師や製品を含め無関係である。

## 特徴

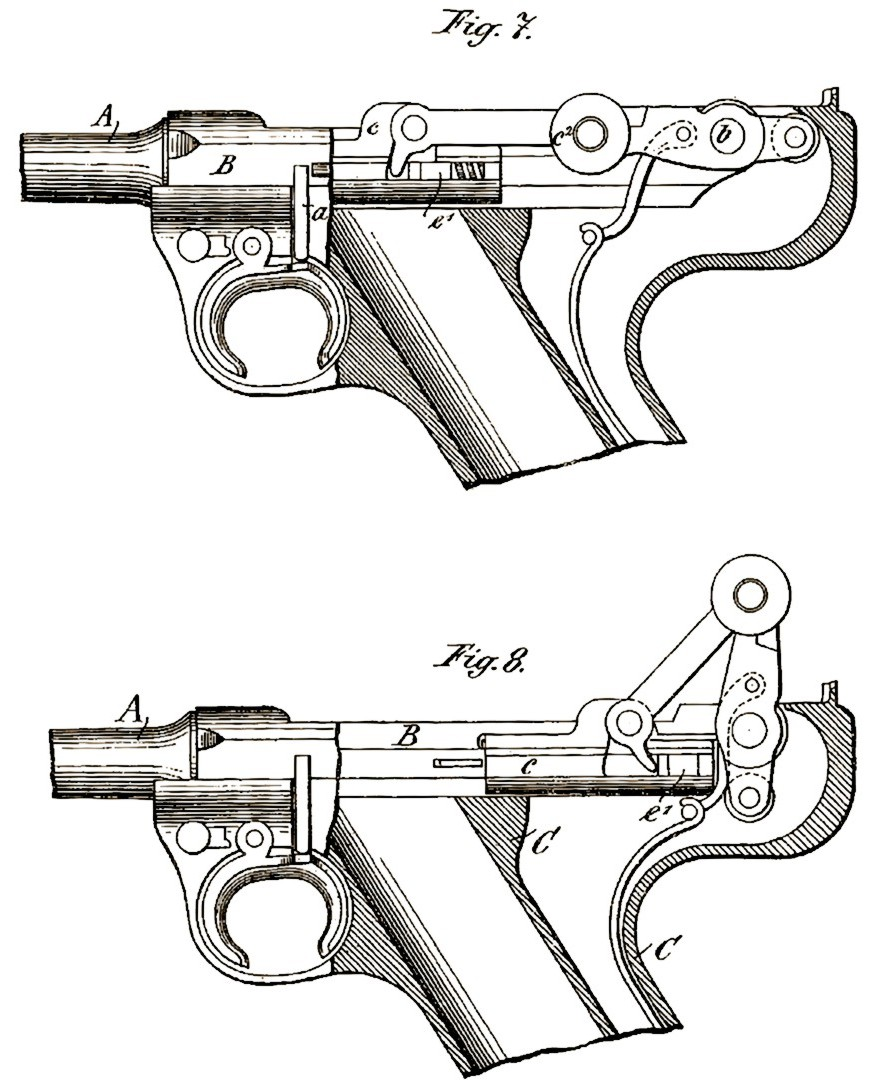
トグルアクション機構の断面図。最初期のパラベラム・ピストルの特許申請時に添付された図面の抜粋

ルガーP08の独特な作動方式は「トグルアクション」と呼ばれるものだが、直後の時期にコルト・ガバメント等の製品でより単純で信頼性の高いティルトバレル方式が確立されて以降、エルマ KGP-68などの意図したコピー・類似拳銃を除き、この機構を使用した拳銃は存在しない。撃発方式はストライカー式であり、大口径の拳銃としては珍しい。
自動拳銃としてはきわめて初期の製品で、部品数が多く、削り出しで部品の多くが作られている。工業製品に大量生産方式と部品互換性の概念が導入される以前の設計であり、当時の精度の低い工作機械では部品の精度を均一化することが困難であったため、組立は一丁ずつ熟練工の手作業で各部品を調整しながら行われた。そのため同型の製品同士でも部品の互換性が無く、完成した銃の構成部品全てに、個体ごとに決められた同じ番号が刻印され、混用を防ぐようになっていた。修理で部品を交換する時は、あらためて調整や加工が必要だった。もっともこのことは本銃固有の問題ではなく、20世紀初頭までの工業製品では一般的なことである。
ルガーは設計者として射撃精度を特に重視した。P08も各部品が入念な調整で組み上げられていることから、射撃精度に定評があった。一方、精密に組み立てられていることは欠点ともなり、各部品は砂埃などの汚れに弱く、潤滑油が不足するとしばしば不良が起きた。設計上、野戦に不向きであり、もっぱら将校用の拳銃として配備することが想定されていた。
実用上の大きな問題点として、トリガーガードと引き金の隙間が狭く、手袋をした手では扱いづらいという点もあった。

## 歴史

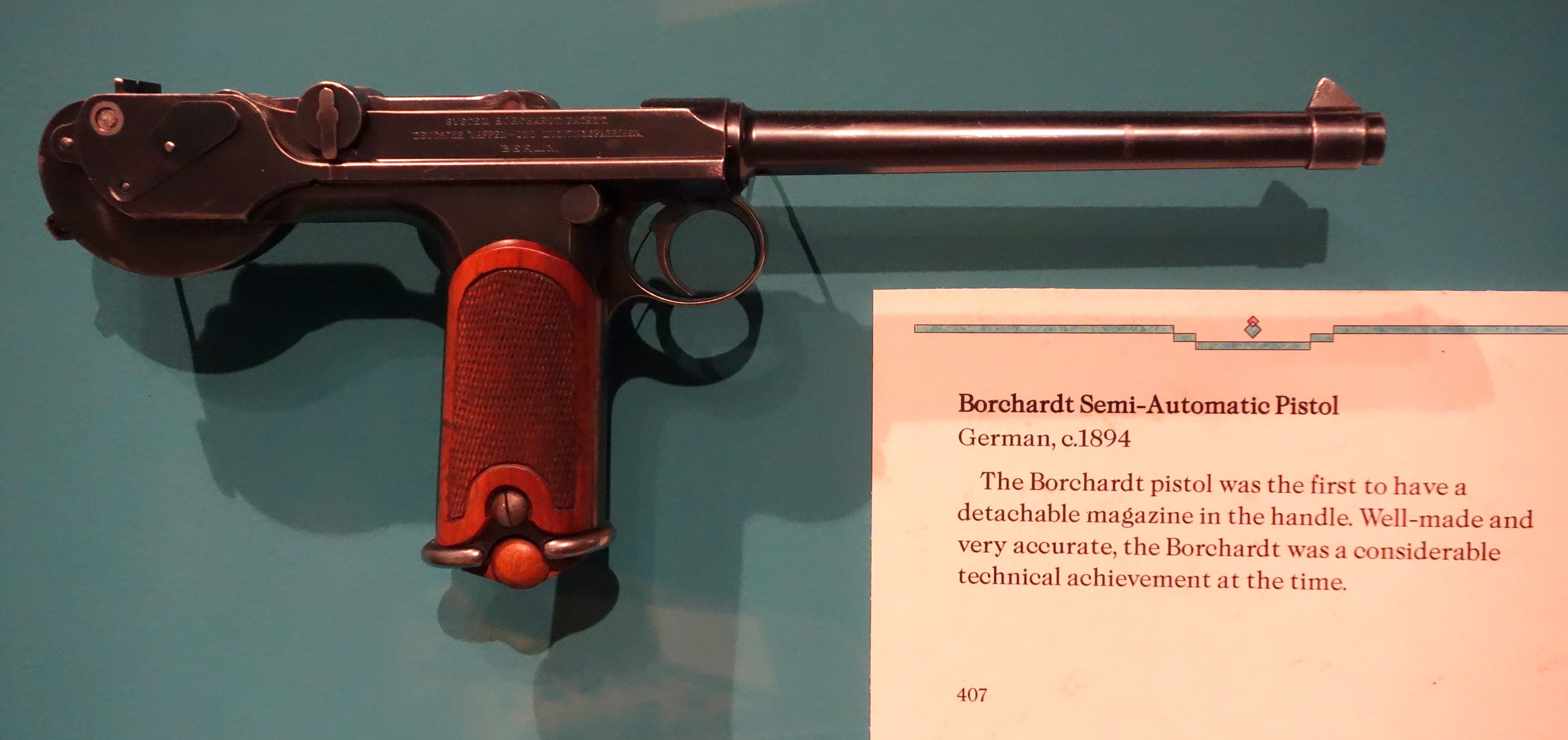
ボーチャードピストル（C93）

ゲオルグ・ルガーは、オーストリア＝ハンガリー帝国陸軍火器学校に教官として勤務した経験から、自動火器の開発に興味を抱くようになった。除隊後はウィーンで会計士として働く傍ら、著名な銃器設計者フェルディナント・マンリヒャーと知り合い、小銃の弾倉の設計に携わった。
1891年、ルートヴィヒ・レーヴェ&Co.（DWM社の前身）社に入社し、アメリカで催された軍用小銃展示会の際にヒューゴ・ボーチャードと出会った。ボーチャードは後にルートヴィヒ・レーヴェ社に雇用されている。1894年、ルガーはボーチャードが手掛けた自動拳銃C93（ボーチャードピストル）のアメリカ海軍への売り込みを行ったが、不調に終わる。当時、C93はすでに民生市場でも販売されていたが、競合製品と比較していくつかの欠点も指摘されていた。しかし、C93の完成度に自信を持っていたボーチャードは改良する事を拒んだため、ルガーがC93を参考としつつも欠点を改善した新たな拳銃を設計することになったのである。1898年にはパラベラム・ピストル（Parabellumpistole）の設計が完成した。
C93からの改良として、外見上の大きな特徴であり同時に欠点でもあった巨大な銃尾は、内蔵されていた板ばねをグリップ部分に移動する事で大幅に小型化された。弾薬には7.65x25mmボーチャード弾の薬莢を21mmまで短縮した7.65x21mmパラベラム弾（.30ルガー弾）が開発され、これによりトグルの後退距離を短くした。これらの改良により、トグルアクション機構の小型軽量化が実現した。また、弾倉を収めるグリップにはやや角度がつけられ、C93よりも構えやすい形状になった。

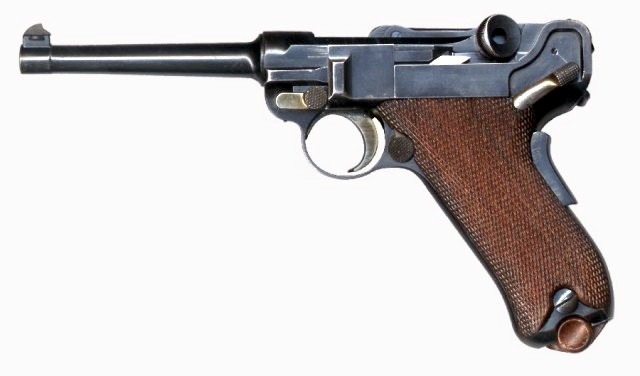
ルガー P1900。ドイツ帝国陸軍向けのP08では省略されたグリップ・セーフティがある

1898年末、スイス軍の次期制式拳銃の選定が始まり、モーゼルやベルクマン、マンリッヘルなどが設計した拳銃に加え、パラベラム・ピストル（試験中はルガー＝ボーチャードと称された）の計6丁が候補となった。ルガー＝ボーチャードは、耐久性試験で最も優れた成績を残したほか、候補の中で唯一動作不良を起こさなかった。1899年には新たな候補を加えて2度目の試験が行われた。この際、ルガー＝ボーチャードには、軽量化および安全装置の改良が施されており、試験の2日前にはアメリカ合衆国での特許が取得されている。1900年、スイス軍が改良型ルガー＝ボーチャードを、P1900として採用し、1901年4月2日に3000丁がDWM社に発注されている。
P1900は、元のパラベラム・ピストルよりもやや軽量であり、分解用レバーやグリップ・マニュアルの両セーフティが大型化されているなど、スイス軍での採用試験で挙げられた点が改良されている。拳銃自体の射撃精度が十分高いとして、取り付け式のストックは付属せず、グリップの形状もストックの取り付けには対応していない。
スイスでの採用後、パラベラム・ピストルは世界各国で制式拳銃の候補に選出された。1901年から1906年の間、軍用・民生用の双方の市場での要望に応じ、パラベラム・ピストルに様々な改良が加えられた。1901年、7.65x21mm弾よりも強力な新型拳銃弾9x19mmパラベラム弾が開発された。これは7.65x21mm弾のボトルネックを廃したものである。1902年にはパラベラム・ピストルの9x19mm弾仕様モデルが初めて発表されたが、銃側の設計は大きくは変わっておらず、フレームは従来と同じものであった。1904年、ドイツ帝国海軍は5・7/8インチ銃身と照準距離切替式（100mと200m）のリアサイトを備えるパラベラム・ピストルをP04として採用した。P04も9x19mm弾仕様だった。
1906年までには、発射時の瞬間的衝撃で折れて破損しやすかったグリップ内背面に収められるリコイル・スプリングを板バネからコイルばねに変更し、耐久性を大幅に向上する改良が施された。このほか、原形となったC93から引き継がれていたカーブのついた皿のような形状であったトグルのツマミも平面にチェッカリングを施したものに変更され、右側のつまみに存在したトグルの跳ね返りを防止する機構が省略された。耐久性向上のため、エキストラクター (及びボルト) の形状及も変更された。これらの改良が施されたモデルに特別な名称があった訳ではないが、便宜的に新型や1906年型、以前のモデルは旧型や1900年型 と通称されるようになった。1903年のフランスでの試験に提出されたモデルなど、両者の特徴が混在しているモデルもある。

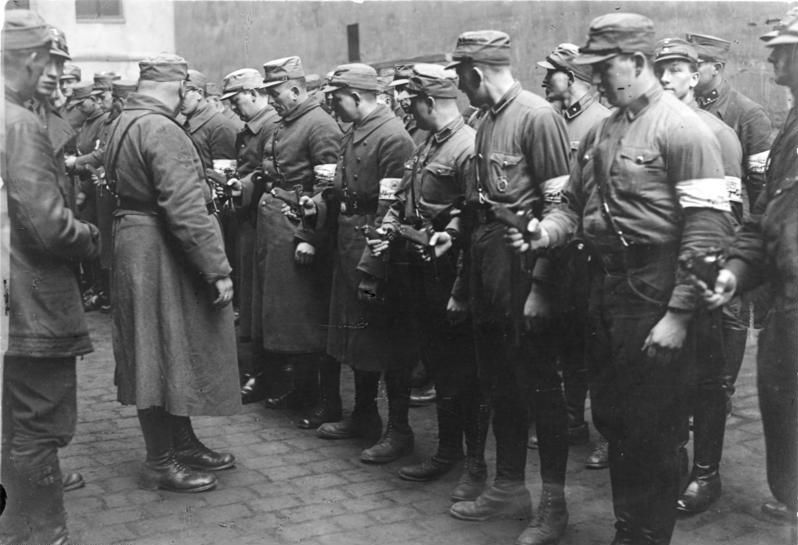
装備点検を受ける突撃隊補助警察隊員ら（1933年）

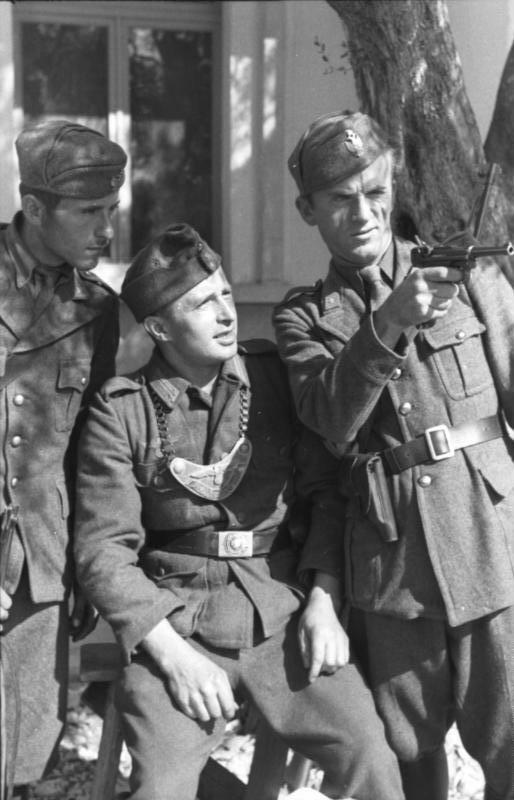
ドイツ憲兵との射撃訓練の際、P08を構えるイタリア兵（1943年）

1908年、ドイツ帝国陸軍がパラベラム・ピストルをP08（1908年型）として採用した。従来のモデルとの大きな違いとして、P08ではグリップ・セーフティが省略されていた。帝国陸軍での採用を受けて大量の発注が行われた結果、DWM社の生産能力が限界を迎え、エアフルトの官営兵器廠での生産も始まった。1914年、第一次世界大戦が勃発した時点で、ドイツ陸海軍は主に2種類のパラベラム・ピストル、すなわち陸軍向けの1908/14年型、海軍向けの1904/14年型を配備していた。陸軍1908/14年型は、1908年型を改良したもので、4インチ銃身を備えていたほか、元々の1908年型にはなかった銃床取り付け用の溝、ホールドオープン機構が追加されていた。この陸軍向けモデルは、大戦を通じて約200万丁が調達されたと言われている。海軍1904/14年型は、刻印を除けば以前のP04（1904年型）とほぼ同一で、需要が少なく、陸軍向けモデルほどは調達されなかった。また、1914年には陸軍向けモデルに8インチ銃身、100mから800mまで調整可能な照準器、カタツムリと通称された32連発弾倉（スネイルマガジン）、銃床などを取り付けたモデルが設計された。これは1914年型、あるいはランゲ・ラウフ、アーティラリーなどと通称された。砲兵や機関銃班、一部の水兵など、従来の歩兵銃や騎兵銃よりも軽量な武装を求める兵士に配備された。
敗戦後、ヴェルサイユ条約が定めるところにより、拳銃の口径は8mm以下、銃身長は3・15/16インチ（およそ100mm）以下に制限された。元々、パラベラム・ピストルの口径は銃身を交換するだけで変更できるように設計されていたが、銃身長の制限に適応させるために3インチ銃身を新造する必要があった。この時に調達されたモデルは戦後型、あるいは1923年型と呼ばれる。ただし、1923年型はほとんどが輸出され、ドイツ国内では4インチ銃身を備える9mm口径のP08が警察および再建された共和国軍の装備としてそのまま使われていた。1920年までには在庫部品の組立、後には新規製造によるP08の調達が再開した。また、共和国軍の規模も条約のもと制限されていたので、旧帝国軍から回収された余剰のパラベラム・ピストルが大量に民生市場へと放出された。
1922年、ズールに所在する銃器メーカー、ジムソン社が、共和国軍とP08の製造契約を結んだ。1930年、DWM社がモーゼル社の傘下に加わり、同年5月にはパラベラム・ピストル製造設備および人員がオーベルンドルフの工場に移された。以後、DWM社は弾薬製造に注力し、最終的に製造が終了する1942年まで、モーゼル社がP08の主な製造を担うこととなった。1932年にはジムソン社による製造が終了する。1940年代初頭には国防軍への供給を優先するため、民生市場への販売が禁止された。また、モーゼルとは別に、ズールの小規模な銃器メーカー、ハインリヒ・クリークホフ製造所（Heinrich Krieghoff Waffenfabrik）では、空軍総司令官ヘルマン・ゲーリング元帥の指示のもと、空軍向けにP08の製造を1935年から行った。
P08は、1938年に後継モデルのワルサーP38が制式採用されるまでの約30年間、ドイツ軍の制式拳銃であった。また、ナチスが台頭してからは主力制式拳銃の座を退くものの、自費で本銃を購入して使いつづけるものも多く、P38の供給不足をまかなう形で、引き続き生産、使用された。そのため、「ナチスの拳銃」というイメージで知られている。
ルガーの開発した9x19mmパラベラム弾は本銃の他、多数の拳銃や短機関銃の弾薬として採用され、結果として銃本体以上の成功を収めるに至った。

### ドイツ国外
P1900が1900年にスイス軍で採用された後、パラベラム・ピストルは世界各国で制式拳銃の候補となった。
アメリカでは、スイスによるP1900採用直後の1901年にパラベラム・ピストルを次期制式拳銃候補として審査した（この時に対立候補になったのがコルトM1900）ほか、1906年から1907年にかけての試験でも再び候補となり、新型拳銃弾.45ACP弾仕様のモデルが2丁のみ試作された。ただし、採用には至らなかった。
オランダでは、1904年に次期制式拳銃としてパラベラム・ピストルを選んだものの、予算の都合から採用は延期されていた。一方、オランダ領東インド（蘭印）では、別途試験の後に先立ってM.11拳銃として採用されている。本国の陸海軍部隊で旧式のリボルバーからM.11への更新が始まったのは、それからおよそ10年が過ぎた頃のことだった。調達開始の遅れのため、第一次世界大戦後もオランダにおけるパラベラム・ピストルの需要は高かったが、ヴェルサイユ条約の制限の影響でドイツ国内メーカーでの生産が行われなくなった。そのため、ドイツでは部品のみ製造し、イギリスのヴィッカースが組立を行ったものがM11として納品されるようになった。M11は第二次世界大戦を通じて使用された。
ブラジルでは、いわゆる旧共和国時代（1889年 - 1930年）にパラベラム・ピストルを採用した。当時のブラジル軍では、黒色火薬弾を用いる旧式リボルバーを旧帝国軍から引き継いで配備していた。コーヒーとゴムの輸出に依存していたブラジルの経済は、自動車の普及に伴う世界的なゴム需要の急増に伴って1900年代初頭までに大いに潤い、またいわゆる南アメリカの建艦競争を背景に、従来は優先度が低いとされていた拳銃の更新にも目が向けられるようになった。1897年にはデモンストレーションを兼ねたC93の非公式試験が行われ、この際にDWM社との接点ができた。その後、1904年から1905年にかけての試験を経て、パラベラム・ピストルが次期制式拳銃に選ばれたものの、コーヒーとゴムの市場価格低下に伴う財政悪化のため、経済が再度回復する1908年まで調達は行われず、納品は1910年になってからだった。ブラジルのパラベラム・ピストルは、1906年の改良を加えたいわゆる新型がベースとなり、4.75インチの銃身とグリップ・セーフティを備えていた。口径は7.65x21mm仕様のみで、9x19mm仕様は調達されなかった。士官用の拳銃と位置づけられ、下士官兵には旧式のリボルバーが支給された。コンテスタードの反乱（1912年 -1916年）で初めて実戦に投入され、護憲革命（1932年）では政府軍と革命軍の双方によって使われた。1919年の法改正で軍から地方治安組織への武器貸与が行えるようになると、各地の治安組織での配備が進んだほか、対立する無法者（カンガセイロ）が軍や警察から強奪して使用する例も増えた。パラベラム・ピストルやルガーという通称よりも、パラベロ（Parabelo）という愛称がよく知られた。40年近くに渡って当局の制式拳銃であったことから、歌や詩、散文、映画においては、「パラベロ」を権力の象徴として描写することも多い。その後、警察用拳銃としては.38Spl弾仕様リボルバー（S&W MP、コルト・オフィシャルポリス）、軍用拳銃としてはM1911で更新され、1940年代までには一部の地方警察組織で使われるのみとなっていた。1950年代にはほとんどが陸軍によって回収された後、軍余剰品としてアメリカおよびヨーロッパの市場に放出された。
そのほか、フランス、オーストリア、スペイン、カナダ、ロシア、ルクセンブルグ、オランダ、ブルガリア、ノルウェー、ポルトガル、チリなどの国が採用を検討した。

## 操作
トリガーガード後部左側面にあるマガジンキャッチボタンを押しながら弾倉をグリップに装填し、トグルの支点付近にあるツマミを後ろに引き上げて離すことで第一弾が装填される。薬室に弾薬が装填されているときにはエキストラクターが上に持ち上がって装填状態であることを表示する。先行機種のP1900ではエキストラクターの部分が肉薄で、1906年型以降は強度を増すために背の部分が盛り上がっている。セーフティ・レバーを下に引き下げるとシアーバーがロックされて安全位置となるが、引金やストライカーを直接固定するものではない。P1900やそれを基にした民間用モデルでは、P08とは逆にセーフティー・レバーを引き下げる方向で安全装置を解除し、さらに銃把背面のグリップ・セーフティーを握り込む必要がある。安全装置を解除し、引き金を操作して弾丸を発射すると、トグルを含めた銃身グループが反動を受けて後退する。トグルのツマミがレシーバーのカム（左側面にセーフティー・レバーが設けられた箇所）の斜面に当たると、ツマミが上方へ跳ね上げられ、トグルが支点から折れ曲がって閉鎖を解き、薬室から使用済みの薬莢が引き出される。排莢とストライカーのコッキングが行われると、リターンスプリングの作用によってトグルと銃身グループは再び前進して、次弾を薬室へ送り込んで閉鎖状態に戻る。最終弾を撃つとトグルが持ち上がった状態で保持されるので、弾倉交換後トグルを少し後ろに押し下げて離すと保持が解除され、再度初弾が装填される。不発が発生した場合、再度ストライカーをコッキングする手段は無いので、トグルを引いて不発弾を排莢することになる。弾倉は8発装填のシングル・スタックで、付属のツール (金属片) を側面のノブに引っ掛けて押し下げる事で装填を行う。指で直接ノブを押し下げたり、他の銃の様に弾丸でフォロアーを押さえつけながら装填する事も可能だが、スプリングが強力なため最後まで弾を込めるのは困難であった。P1900にはこのツールが付属しておらず、スイス軍での運用マニュアルではアーミーナイフを用いてノブを押し下げるよう指示されていた。

## 主なバリエーション

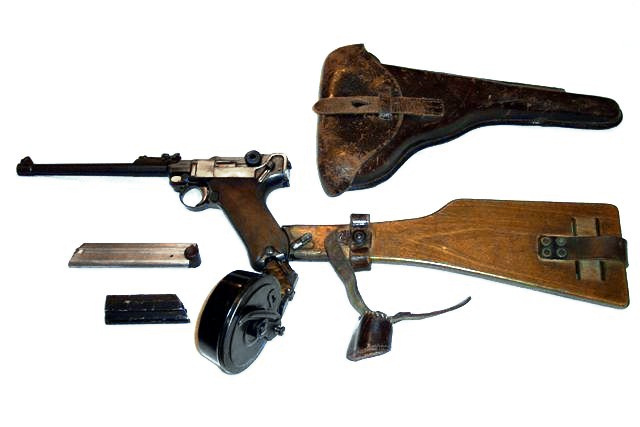
ランゲ・ラウフ（アーティラリー）

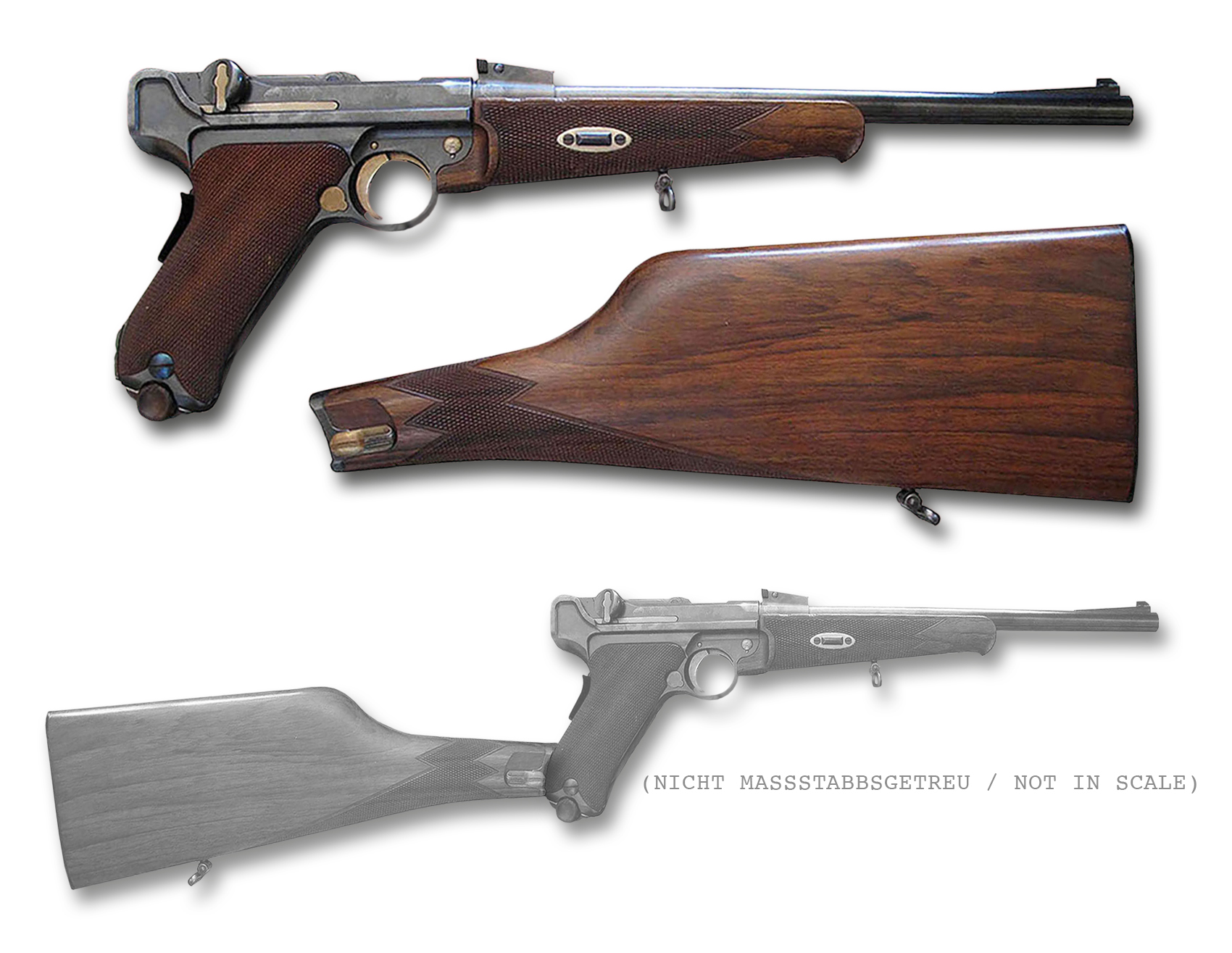
ルガーカービン

P1900
スイス軍向けモデル。1898年に開発された最初期のパラベラム・ピストルよりもやや軽量化されているほか、安全装置が改良されていた。銃床の取り付けは行えない。7.65x21mm弾仕様。

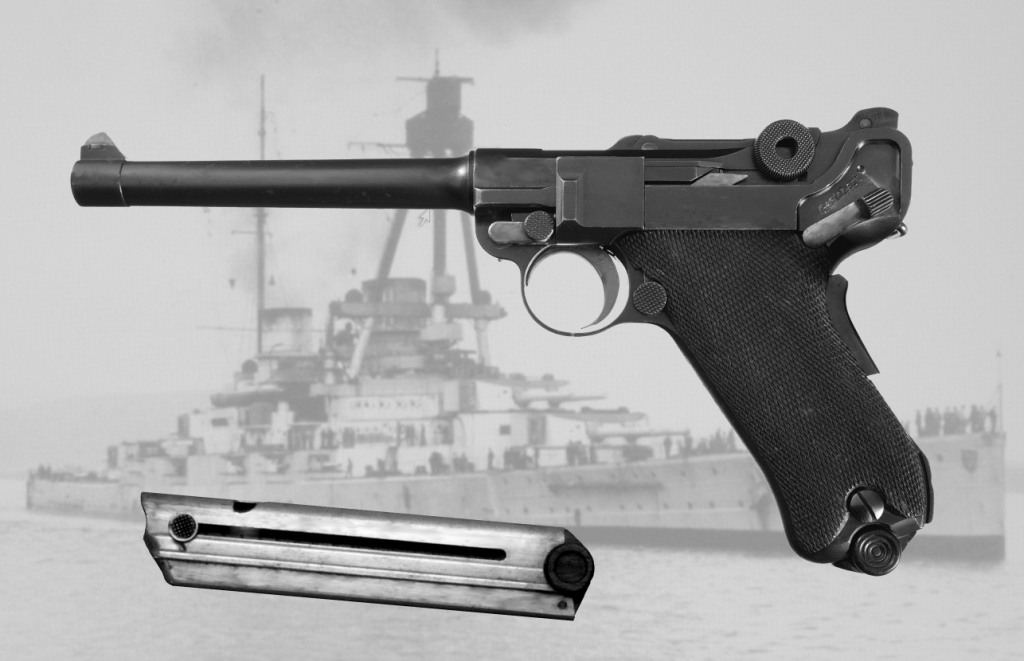
P04
ドイツ帝国海軍向けモデル。5・7/8インチ銃身と照準距離切替式（100mと200m）のリアサイトを備える。1904年と比較的早い段階で採用されているが、グリップ・セーフティのついたものと、後にP08と合わせて省略されているものが存在している。
P08
ドイツ帝国陸軍向けモデル。4インチ銃身を備え、グリップ・セーフティが省略されていた。後に銃床取付用の溝やホールドオープン機構が追加された。
ランゲ・ラウフ（アーティラリー）
ドイツ帝国陸軍向けの特殊なモデル。8インチの長銃身による長射程を想定した特異な重装備型で、8段（100m - 800m）のタンジェントサイトをバレル基部に有する。銃床とスネイルマガジンとも呼ばれる32連発弾倉が装備されており、この弾倉は後にMP18（短機関銃）に流用された。“アーティラリー”は砲兵の意であり、大型の手動ライフルよりも軽便でありながら一定の威力があるカービン銃代用品として、砲兵や機関銃班、一部の水兵、あるいは浸透戦術を行う特攻隊などへ配備された。
モーゼル ニュー・パラベラム・ターゲット
第二次大戦後に発売された、モーゼル社製のルガーP08復刻版。スイスのSIGはDWMからのライセンスにより、スイス軍向けにM06/29としてルガー・ピストルを生産していたが、設計が旧式化したことから代替としてフランスSACM社の「ペッターM1935」自動拳銃を技術導入・改良、1949年にP49としてスイス軍に制式採用された（市販モデルはSIG・P210と呼ばれる）。P49採用で不要となったルガー・ピストル生産ツールはその後もSIGに保管しており、1960年代後期に至ってルガーの人気の高さに目を付けたモーゼル社が、SIGの生産設備を入手、マニア向けの生産を再開した。「ルガー」の名はアメリカの銃器商・ストーガー社が商標取得していたため、これを避けて別称の「パラベラム」として販売されている。当初スイス軍向けモデルに見られたグリップ形状のストレート化改変を踏襲していたが、その後グリップ形状は下端に突起のある本来の形状に変更された。オリジナルのものより銃身が太くなっている。
ルガーカービン
1904年頃、モーゼルやマンリッヘル、ベルクマンなどの製品に対抗するべく、11インチ長銃身と銃床を備えたパラベラム・ピストルのカービン・モデル（ルガーカービン）が設計された。弾薬は専用の7.65x21mm強装弾を使用した。ドイツ皇帝ヴィルヘルム2世は、生まれつきの障害のために左手が不自由で、ライフルをうまく構えられず、鹿狩りの際にはルガーカービンを愛用したと伝えられている。アメリカ大統領セオドア・ルーズベルトの訪問の際にも、ヴィルヘルム2世は記念品として刻印入りのルガーカービンを贈っている。
アメリカン・イーグル
スイス軍によるP1900の採用後、DWM社では世界各国軍での制式採用を期待し、機関部に様々な国の国章を刻印したパラベラム・ピストルを製造した。例えば、アメリカ向けの販売を想定して製造されたモデルには、アメリカ合衆国の国章に加え、英語でGermanyという文字が刻印されており、後年アメリカン・イーグル・ルガーと通称された。

## 逸話

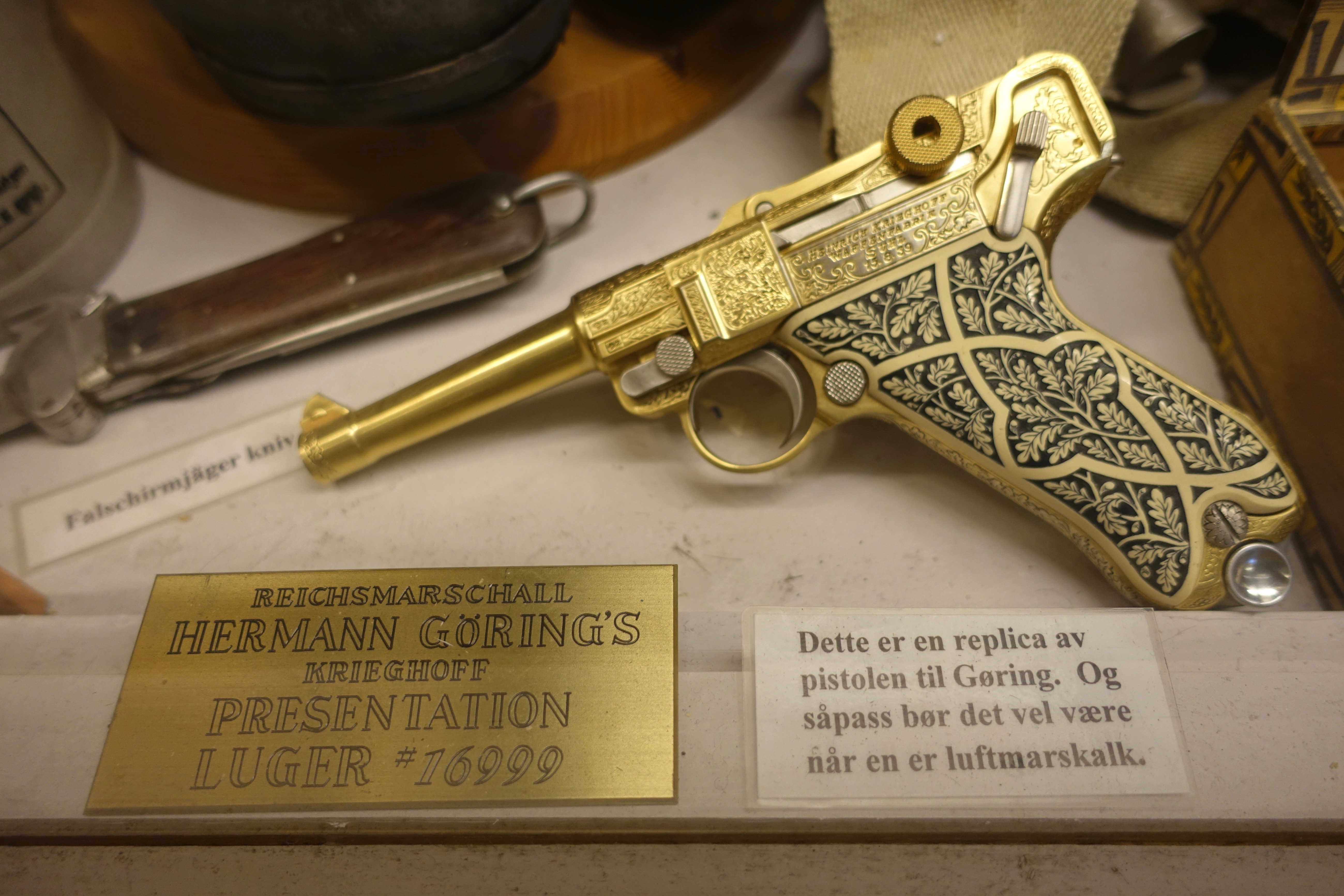
ゲーリング・ルガー（レプリカ）

ナチスの幹部たちは金メッキされた特注のルガーP08を贈り合った。ドイツ空軍総司令官であり、アドルフ・ヒトラーの片腕とされたヘルマン・ゲーリング国家元帥もP08を好んでおり、後継のワルサーP38が開発された後も、空軍の制式拳銃としてP08を採用し続けた。これは、ゲーリングが当時のP08の製造元であるクリークホフ社の株主であった事も関係している。国家元帥昇進の際には、クリーフホフ社より2挺の文様入りのP08を贈られている（シリアルナンバー16999と17239）。この2挺は銃本体と弾倉を艶消し銀色のサテン・クロームメッキとし、樫の葉をモチーフにした文様が彫刻されている事は共通であるが、文様のパターンは両者でやや異なっており、またグリップがNo.16999は銃本体と同様の文様が彫られた象牙製、No.17239はチェッカー入りのウォールナット製という点も異なっている。この2挺のP08は、通称「ゲーリング・ルガー」と称される事が多い。また、2017年にはマルシンから「ゲーリングルガー P08」という名称でシリアルナンバー16999がモデルガンとして発売された。
本銃は第二次世界大戦の出征したアメリカ兵の間で、日本軍の軍刀とならぶ最も人気の高い戦利品になった。独特の設計と凝ったメカニズム、品位のある外観から、現在でも収集家の間で高値で取引され、状態のいいものには1750ドル(20万円以上)の価値がついたこともある。米国内では複数のメーカーからルガーP08のコピー銃も販売されている。

## 登場作品

### 映画・テレビドラマ
『CSI:科学捜査班』
第10シーズン「死ねないロボット」に登場。ガンショップのガラスケースに飾られている。
第12シーズン「殺人兵器」に登場。隠し部屋の壁に掛けてある。
『NCIS 〜ネイビー犯罪捜査班』
シーズン2「湖に沈んだ男」に登場。壁に飾られている。
『雨の訪問者』
ハリー・ドッブス（チャールズ・ブロンソン）が使用。
『荒鷲の要塞』
武装親衛隊将校（デレン・ネスビット）が使用。
『狼の挽歌』
主人公であるプロの殺し屋ジェフが使用している。トグルアクション式はブローバック式に比べてプロップガンへの改造が困難であり、実銃改造プロップガン使用可能な日本国外映画においてもあまり本銃が用いられることは少なく、本作の銃もディレイド機構を省いてストレートブローバック式に改造したものが使われているといわれている。
『凶銃ルガーP08』
主人公の土井士郎が使用。
『凶銃・戻り道はない』
主人公の中根裕司が使用。

『キング・コング』
エングルホーン船長（演：トーマス・クレッチマン）がアーティラリー・モデルを使用。
『クラウド アトラス』
1931年編でロバート・フロビシャー（ベン・ウィショー）がビビアン・エアズ（ジム・ブロードベント）から本銃を盗み出し、もみ合いになった末に本銃でエアズを撃ってしまい、自殺を図る際にも使用。
『コンバット!』
ドイツ軍将校が使用。
『シンドラーのリスト』
不発など、使用者を選んでいるかのような本銃の挙動と、それに伴う展開が見どころであると評されている。
『スターリングラード』
ドイツ軍兵士が携行。
『戦争のはらわた』
シュタイナー軍曹が携行。
『戦略大作戦』
米戦車兵オッドボール（ドナルド・サザーランド）が、鹵獲した本銃を愛用。
『大激闘マッドポリス'80』
氷室健一が使用。
『大脱走』
捕虜収容所の将校と下士官が所持。脱走中のヒルツ（スティーブ・マックイーン）がドイツ兵より奪取。発砲シーンこそないものの、追手を待ち構える本銃の存在感と演出が見どころの1つと評されている。
『太陽にほえろ!』
1973年-1974年頃のエピソードで、ボスこと藤堂俊介（石原裕次郎）が使用。撮影に用いられたのは電着式プロップガン。
『青島要塞爆撃命令』
ビスマルク要塞のドイツ軍士官が携行。
『バンド・オブ・ブラザース』
ドナルド・フーブラが射殺したドイツ軍将校から鹵獲。
『フューリー』
作中冒頭、馬に乗って移動しているドイツ軍将校を襲った際にウォーダディーが所持している。
『プライベート・ライアン』
武装親衛隊対戦車兵が所持しており、建物から飛び出してきたマイケル・ホーヴァス一等軍曹と鉢合わせになった際に突きつける。
『冒険者たち』
マヌー（アラン・ドロン）が、ドイツ軍の遺棄した4インチモデルと8インチモデルを試射。
『もっともあぶない刑事』
銀星会会長の前尾源次郎がラストで使用し、1発発射したところを鷹山に射殺される。
『ラ・スクムーン』
ロベルト（ジャン＝ポール・ベルモンド）が使用。
『ワンダーウーマン』
ドイツ帝国陸軍兵士が使用。

### 漫画・アニメ
『DOGS/BULLETS&CARNAGE』
ハイネが使用。
『HELLSING』
OVAにて少佐が使用。
『LUPIN the Third -峰不二子という女-』
次元大介が殺し屋時代、S&W M27 .357マグナム以前に使用していた銃。
『エロイカより愛をこめて』
エーベルバッハ少佐が使用（初期作品のみ）。
『おやこ刑事』
タレこと垂水二郎刑事が（日本の警察官にもかかわらず）銃撃戦の際に4インチモデルを使用している。
『学園黙示録 HIGHSCHOOL OF THE DEAD』
高城沙耶が母から託されたものを使用。
『キューティーハニー』
パンサークロー戦闘員が使用。また、実写映画版『キューティーハニー』でもパンサークロー戦闘員が使用。
『ココロ図書館』
梶原の愛銃。

『コッペリオン』
成瀬荊委員長が使用。6インチマリーネモデル。
『コヨーテ ラグタイムショー』
マルチアーノ12姉妹のエイプリルがゴールドルガーを使用。
『ザ・コクピット』
「ラインの虎」でドイツ戦車隊司令ラスナーが戦車に肉薄した連合軍歩兵に対して使用。
『ザ・ファブル』
真黒組四代目組長の浜田広志の愛銃で、戦後の混乱期に二代目組長が酔って暴れた米兵から取り上げたもの。彼の死後、五代目組長に就任した海老原剛士に継承される。
『ジーザス』
三崎かおるがロングバレルとショルダーストック付きを使用。
『ジオブリーダーズ』
梅崎真紀やルガーの竜が使用。
『ドラえもん』
てんとう虫コミックス12巻収録「けん銃王コンテスト」にてスネ夫の持つモデルガンとして登場。劇中では「ルガーオートマチック1908」と呼称。
『鋼の錬金術師』
原作1巻のテロリストが使用している他、原作10巻においてブレダ少尉が所持。また、劇場アニメ版『劇場版 鋼の錬金術師 シャンバラを征く者』では、主人公のエドワード・エルリックが金メッキされたものを護身用にマブゼから渡されている。
『ブラック・ラグーン』
「Das Wieder Erstehen Des Adlers」に登場したブリッツ・スタンフォードが、「鉄血帝国（アイゼルン・ライヒ）ルガー・スペシャル」と名付けたアーティラリーモデルのカスタム品を使用。彼の前口上によると、フレームは硬質カーボン、弾倉はダブルカラム、弾は.454 カスールとのことで、もはや見た目とトグルアクション機構以外はルガーではない代物。もちろん実在しない。
『放課後アサルト×ガールズ』
フタナ軍の士官装備。ゾネンタール大佐が綾子などの捕虜を戯れに撃ち殺す、無慈悲な処刑道具としてしばしば使用される。
『ミクロマン』
1970年代のコミック版にて、主人公あきらがミクロマンに託された、外観がP08そのままの「ミクロルガー」を使用。雑誌企画として読者にキーホルダーが配布された。
『未来警察ウラシマン』
殺し屋（ルガーの）メイスンが使用。
『ルパン三世』
多数のゲストキャラクターが使用。
『六神合体ゴッドマーズ』
P08長銃身タイプをモチーフにしたカービンタイプの拳銃がガッシュの愛銃。彼の死によって本銃は遺品としてミカへと継承された。

### ゲーム
『Alliance of Valiant Arms』
カプセル商店で販売。サブ武器であり、連射力が高い。
『BioShock2』
冒頭において主人公が自害に使用。
『Dies irae Also sprach Zarathustra』
ウォルフガング・シュライバーが使用。
『Phantom -PHANTOM OF INFERNO-』
サイス=マスターが使用。
『The Saboteur』
「Kruger Pistol」の名称で登場し、ナチス将校や一部の兵士が使用する。また、「Executioner Pistol」の名称でグリップ下部にナイフを取り付け、金メッキを施したマシンピストル仕様も登場する。
『アンチャーテッド 黄金刀と消えた船団』
とある組織によって結成されたチベット探検隊の銃として登場。
『コール オブ デューティシリーズ』
『CoD』
ドイツ軍兵士・ソ連編プレイヤー・ソ連軍兵士が使用。
『CoD:UO』
ドイツ軍・ソ連軍の拳銃として登場する。
『CoD2』
ドイツ軍の拳銃として登場する。
『CoD：MWR』（『CoD4』リマスター版）
「BR9」の名称で近代化改修されたものが登場する。
『CoD:WWII』
ドイツ軍の拳銃として登場する。

『鋼鉄の虹 パンツァーメルヒェンRPG』『ネットゲーム95 鋼鉄の虹 〜Die Eisenglorie〜』
グリューネラント軍制式拳銃。クリステル侯女が独立宣言を述べた際、議場で威嚇発砲したのもP08である。
『スナイパーエリートV2』
ソ連軍将校・ドイツ軍将校が使用。主人公も奪って使用可能。
『トータル・タンク・シミュレーター』
ドイツ兵全員が装備している。
『ドールズフロントライン』
萌え擬人化されたものが星3戦術人形「P08」として登場。
『バイオハザード CODE:Veronica』
黄金メッキのゲーリング・ルガーが二丁拳銃で本編のキーアイテムとしてとオマケモードの武器として登場。また、同作を扱った『ガンサバイバー2 バイオハザード CODE：Veronica』や『バイオハザード ダークサイド・クロニクルズ』でも、スティーブの初期装備として登場する。
『バトルフィールド1』
全兵科共通のハンドガンとして登場する。アーティラリー・モデルがパイロットの装備として使用可能。
『バトルフィールドV』
サブウェポンとして登場。アーティラリー・モデルが斥候兵で使用可能。
『パラサイト・イヴ2』
主人公、アヤ・ブレアが装備可能な拳銃の1つとして登場。性能面では威力と有効射程および重量では標準的だが、装弾数では劣る。劇中とある場所で入手できるスネイルマガジンを装着すると装弾数が増える。
『ベヨネッタ』
登場人物のジャンヌが、本銃をデザイン元とした拳銃「オール4ワン」を扱う。元のデザインからは大きくかけ離れているように見えるが、丸いトグルなどに面影が残っている。
『マーセナリーズ2 ワールド イン フレームス』
カルモナ将軍がランゲ・ラウフを所持しており、ジェニファー・ムイを裏切った際に突きつける。
『メダル・オブ・オナー 史上最大の作戦』
将校が使用。
『龍が如く2』
ランゲ・ラウフを風間新太郎が二丁拳銃で使用。
『Enlisted』
枢軸側にて使用可能。
『ブルーアーカイブ -Blue Archive-』
ゲヘナ学園の風紀委員会に所属している天雨アコが「ホットショット」という名前のルガーP08を使用している。